# Tractat de Surat
El tractat de Surat (7 de març de 1775) fou un acord pel qual Raghunathrao, un dels pretendents al tron maratha va cedir Salsette i Vasai als britànics a canvi de ser restaurat com a peshwa a Poona. Les operacions militars que van seguir són conegudes com a primera Guerra Maratha.